# うら街の交響楽
『うら街の交響楽』（うらまちのこうきょうがく）は、1935年（昭和10年）製作・公開、渡辺邦男監督による日本の映画、ミュージカル映画である。製作日活多摩川撮影所、配給日活。『うら街の交響曲』は誤り。

## 略歴・概要
1934年（昭和9年）に東京都調布市にあった日本映画社の撮影所を日活が買収して改称、引き続き現代劇の撮影所とした日活多摩川撮影所（現在の角川大映撮影所）が製作した。レコード会社のテイチク（現在のテイチクエンタテインメント）と提携、「テイチク専属芸術家特別出演」と銘打って公開された音楽映画である。浅草公園六区の浅草オペラが華々しかったころの「ペラゴロ」（コアなオペラファン）であったサトウハチローの原作を渡辺邦男が脚色した。主題歌の『恋は荷物と同じよ』をディック・ミネが日系人のダンサー川畑文子とともにレコーディング、ともに出演している。
東京日日新聞社（現在の毎日新聞社）主催、同年の第1回「全日本映画コンクール」（毎日映画コンクールの前身）において、本作は、最高賞の「東日コンクール賞」を受賞した。
本作は現在、著作権の保護期間が満了したパブリックドメイン作品となっている。上映用プリントは、東京国立近代美術館フィルムセンターには所蔵されていない。プリントが現存せず、現在観賞することの不可能な作品である。

## スタッフ・作品データ
- 監督・脚色 : 渡辺邦男
- 原作 : サトウ・ハチロー
- 撮影 : 内田耕平
- 音楽監督 : 福田宗吉

- 編曲・音楽指揮 : 古賀政男
- 唄 : ディック・ミネ
- アコーディオン : 楠木繁夫
- 唄と踊 : チェリー・宮野
- 主題歌 : ディック・ミネ・川畑文子『恋は荷物と同じよ』 / 川畑文子『あなたとならば』

- 製作 : 日活多摩川撮影所
- 上映時間（巻数） : 82分[4]（9巻、2249m）
- フォーマット : 白黒映画 - スタンダード・サイズ（1.33:1） - モノラル録音
- 初回興行 : 浅草・富士館

## キャスト
- 小杉勇 - 村山忠平（ベラ忠）
- 杉狂児 - 杉山
- 見明凡太郎 - 西山作兵衛
- 紅沢葉子 - 妻おつる
- 黒田記代 - 娘お光
- 大崎健児 - 提琴弾き留公
- 川畑文子 - 川上文子
- 相良愛子 - 文子の母
- 大国一郎 - 下宿の主人
- 沢村貞子 - 下宿の主婦
- 吉谷久雄 - 質屋の若旦那
- 鈴木三右衛門 - 老夫婦
- 阪東三江紫 - 老夫婦
- 神戸光 - 一膳めし屋主人
- 鹿島福子 - 一膳めし屋女給
- 大川修一 - レビュー支配人
- 大虎福太郎 - レビュー門衛
- 光一 - 紙芝居の男
- 西条エリ子 - 舞踊
- テイチク専属芸術家特別出演
  - ディック・ミネ
  - 川畑文子
  - チェリー・宮野

## 註
1. ↑  毎日映画コンクールについて、毎日映画コンクール、2010年1月31日閲覧。
2. ↑  所蔵映画フィルム検索システム、東京国立近代美術館フィルムセンター、2010年1月31日閲覧。
3. ↑  『アリス - ブロードウェイを魅了した天才ダンサー 川畑文子物語』、乗越たかお、講談社、1999年 ISBN 4062096196.
4. ↑  日活作品データベース　https://www.nikkatsu.com/movie/13326.html